# Johana z Rožmitálu
Johana z Rožmitálu (* kolem 1430? – 12. listopad 1475 Mělník) byla česká královna a manželka Jiřího z Poděbrad. Stejně jako její manžel i Johana byla jedinou českou královnou pocházející ze stavu domácí šlechty.

## Život

### Sňatek s Jiřím z Poděbrad
Johana se za třicetiletého Jiřího z Poděbrad vdala ve svých dvaceti letech v roce 1450, rok po smrti jeho první manželky Kunhuty ze Šternberka. Mladá Johana se tak stala druhou manželkou vdovce se sedmi dětmi. Iniciátorem tohoto sňatku byl pravděpodobně Johanin bratr Jaroslav Lev z Rožmitálu, protože otec jí zemřel už v jejím dětství. Manželství katoličky s husitským magnátem bylo příkladem náboženské tolerance, což byl snad i jeden z důvodů sňatku.
Byla ženou velmi energickou a inteligentní, zároveň zcela oddanou svému manželovi a jeho politickým ambicím. Stala se mu oporou v soukromí, ale především v jeho politickém snažení a vladařských povinnostech. Tato dvojice předčila své soupeře svými schopnostmi, soudržností a vytrvalostí. Symbolizovali náboženskou toleranci a snažili se sjednotit českou společnost, která byla stále rozdělena na katolíky a utrakvisty. Pokoušeli se o obnovu českého království rozvráceného husitskou revolucí.
Jiří z Poděbrad byl původně hejtmanem Boleslavského kraje a zaujímal vůdčí postavení v kališnickém táboře. Katolickou opozici porazil v roce 1448, kdy přepadl Prahu a zmocnil se jí. V roce 1452 vystoupil proti radikálním husitům, dobyl jejich centrum Tábor a velmi tak oslabil jejich vliv. V témže roce byl Zemským sněmem zvolen zemským správcem krále Ladislava Pohrobka. Když Ladislav Pohrobek zemřel v roce 1457 na leukémii, vyvstala otázka, kdo bude po bezdětném Ladislavovi králem. V Čechách a Uhersku se jeho nástupci stali představitelé domácí šlechty – Jiří z Poděbrad v Českém království a Matyáš Korvín v Uhersku.

### Manželství a potomci
Johana se po svatbě stala nejenom manželkou Jiřího z Poděbrad, ale i macechou jeho sedmi dětí, které mu porodila první žena Kunhuta. Byla ženou velmi tolerantní a nekonfliktní, o vyvdané děti se vzorně starala. Sama měla s Jiřím pět dětí, všechny se však narodily ještě před tím, než se stala královnou. Žádné z nich tedy nemělo dědický nárok na trůn. O dítě po své volbě královnou se velmi snažila, dokonce podstoupila i léčbu. Je velmi pravděpodobné, že neplodností netrpěla ona, ale její manžel kvůli tloušťce a dalším chorobám. O její dobrosrdečnosti svědčí i to, že ke svým vlastním i nevlastním dětem do králova sídla na Starém Městě v Praze přijala i mladičkého Matyáše Korvína a saskou princeznu.

### Korunovace
Korunovace Jiřího z Poděbrad proběhla 7. května 1458 a Johana se stala korunovanou královnou o den později. Stalo se tak poprvé v českých dějinách, že byl korunován králem český šlechtic, který na trůn neměl žádná dědická práva. Ještě před korunovací museli oba manželé učinit tajnou přísahu papežské stolici, že budou chránit katolickou víru ve své zemi.

### Královna Johana

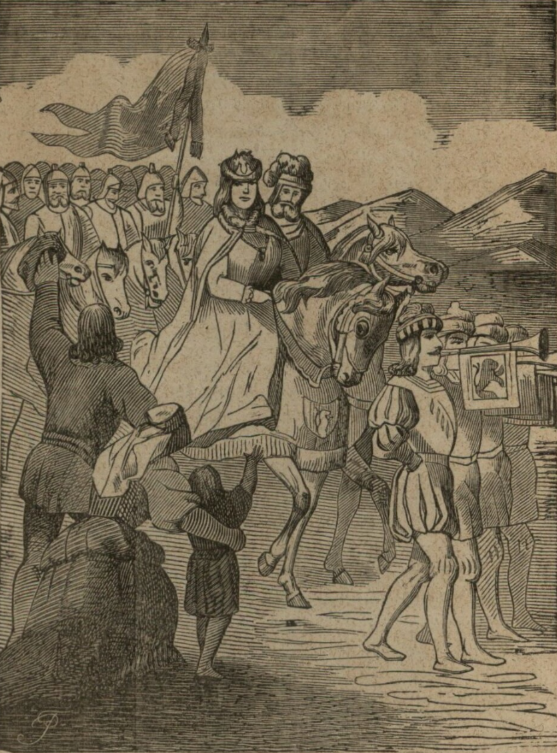
Královna Johana vede do boje s Matyášem v srpnu 1470 (Prostonárodní obrázky z dějin národu českoslovanského, 1864)

Johana byla velkou Jiřího oporou nejenom v rodině ale také v politice, kdy mu byla nejen rádcem, ale sama se na ní aktivně podílela – účastnila se jeho politických jednání. Přestože si získala respekt katolíků i utrakvistů, musela během svého života čelit mnoha nepřátelům. Krátce po smrti Ladislava Pohrobka se rozšířily pomluvy, že jej otrávila Johana. Tato pomluva nabourávala celá léta vztah královny i krále Jiřího se zahraničím a církví.
Byla také iniciátorkou sňatku nevlastní dcery Kateřiny s Matyášem Korvínem. Tento svazek měl zajistit přátelské vztahy s Uhrami. Po smrti Kateřiny se však Matyáš Korvín postavil proti Jiřímu z Poděbrad a v jeho nepřítomnosti vyrazil v srpnu 1470 s vojskem do Čech. Tehdy prokázala Johana rozhodnost. Sama se postavila do čela vojska české zemské hotovosti, které se jí podařilo v krátké době svolat, a v rámci následného krátkého tažení Matyáše z Čech téměř bez boje vyhnala.
Johana i Jiří měli po celou dobu své vlády problémy s vládnoucími papeži. Na Jiřího byla dokonce jako na kacíře uvalena papežem Pavlem II. klatba[nepřesný odkaz] a i Johana byla opakovaně kritizována za to, že chodila na utrakvistická kázání. Jiří se proto snažil zmenšit vliv papeže na dění v Evropě a chtěl to provést pomocí spojení evropských králů v jakousi alianci, která by společně rozhodovala o nadnárodních záležitostech. Vyslal mírové poselstvo českých pánů s výzvou ke spolupráci k evropským panovníkům. Jejich vůdcem byl bratr Johany Jaroslav Lev z Rožmitálu. Johana mu propůjčila svůj průvodní list na cestu po západní Evropě v letech 1465–7. Bohužel tato iniciativa nebyla vyslyšena a výprava se vrátila s mnoha přísliby bez následné realizace. Johana podporovala i své další příbuzné a podařilo se jí prosadit svého synovce Zdeňka Lva za člena zemské rady.
Johana měla hluboké náboženské cítění, které bylo tolerantní ke katolíkům i utrakvistům. Pro manžela dala zhotovit tzv. Modlitební knihu krále Jiřího s krásnými ilustracemi. Když roku 1464 papež Pavel II. prohlásil Jiřího za kacíře a uvrhl Čechy do klatby, vztahovalo se to i na jeho ženu a děti. Bylo to logické, neboť i v náboženských otázkách podporovala Johana svého muže bezvýhradně.

### Vdova Johana

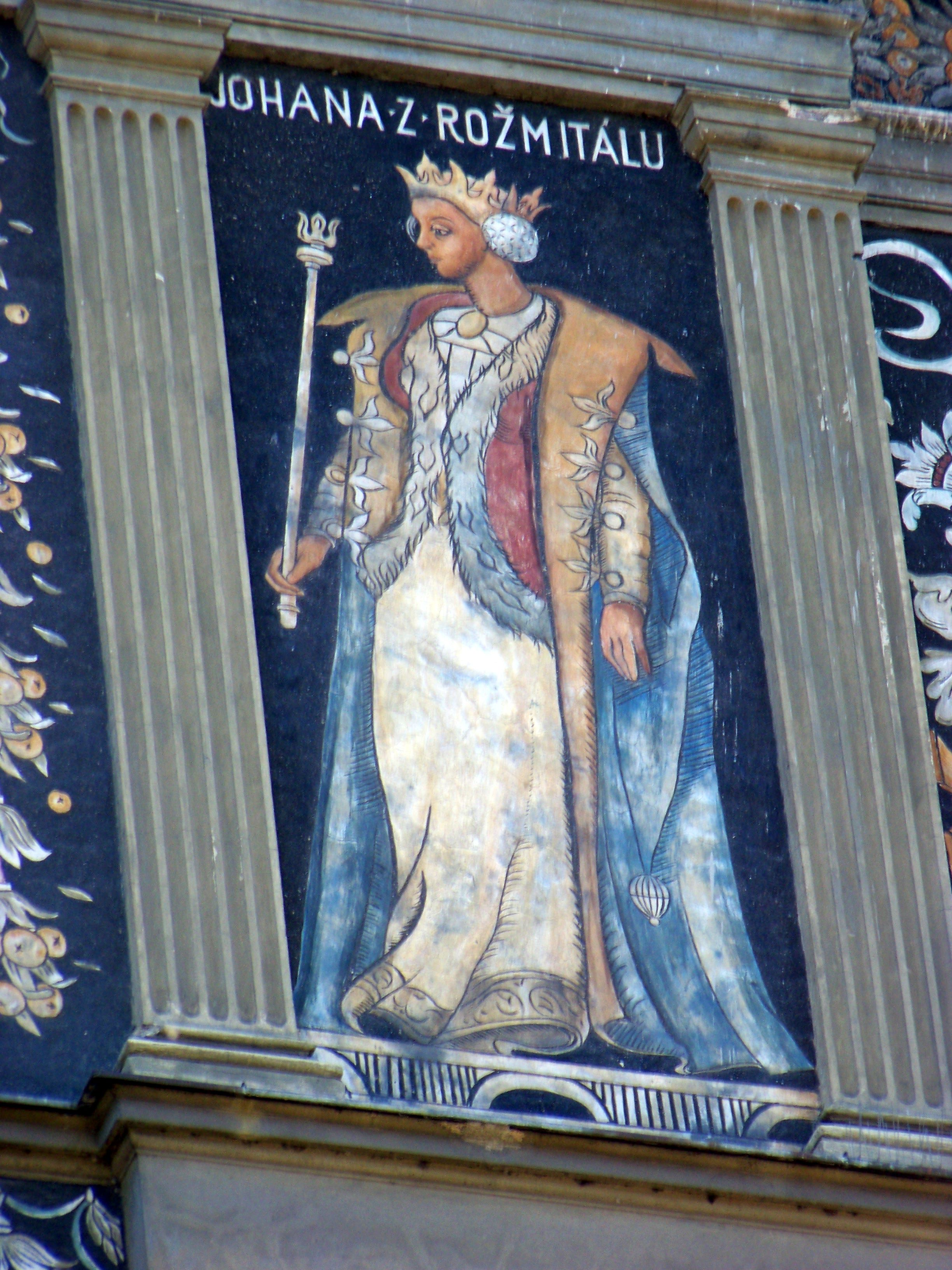
Freska Johany z Rožmitálu na fasádě domu na adrese Janáčkovo nábřeží 729/31, Praha-Smíchov

Manžel Johany Jiří z Poděbrad zemřel v roce 1471. Jako královně-vdově se jí podařilo prosadit Jiřího záměr, aby se českým králem stal Vladislav Jagellonský. Nový král si byl dobře vědom zásluh královny-vdovy a Johana mu byla zpočátku jeho vlády velkým pomocníkem. Ona ho nazývala svým synem a on ji svou matkou.
Posledním politickým činem Johany bylo roku 1473 zahájení zemského sněmu v Benešově, kde stavům připomněla politický odkaz svého manžela a jeho snahu o kompromis mezi katolicismem a utrakvismem. Kolem roku 1473 Johana přesídlila do sídla českých královských vdov, věnného města Mělníka. Zdejší královské kolegiátní kapitule sv. Petra a Pavla odkázala šest tisíc hřiven stříbrných.
Královna Johana zemřela 12. listopadu 1475. Podle své poslední vůle měla spočinout v mělnickém kostele, jiné prameny však uvádějí, že byla pohřbena v chrámu sv. Víta vedle Jiřího z Poděbrad. Úctu k ní projevil a pohřbu se zúčastnil i Vladislav Jagellonský. Zřejmě nejvýznamnější z jejích pěti potomků byl Hynek z Poděbrad, představitel literární renesance v českých zemích.

## Zajímavosti
- Newyorská knihovna Morgan Library má ve svých sbírkách modlitební knihu, kterou Johana z Rožmitálu věnovala Jiřímu z Poděbrad.[5]